# إبراهيم بن يوحنا
إبراهيم بن يوحنا كان بيروقراطيًّا ومترجمًا ومؤلفًا للبيزنطة، من أنطاكية في أواخر القرن العاشر وأوائل القرن الحادي عشر. كان يحمل لقب البروتوسباثاريوس وغالبًا ما يُعرَّف بهذا العنوان في المصادر العربية. لا يُعرف الكثير عن حياته على وجه اليقين، لكنه يروي في مُؤلَّفه حياة خرسطفورس أنه كان طفلًا في أنطاكية في زمن البطريرك خرسطفورس وقبله بقليل، أي أواخر التسعينيات وأوائل الستينيات من القرن العاشر. من الواضح أنه وجد نجاحًا في البيروقراطية الإمبراطورية بعد أن غزا البيزنطيون أنطاكية عام 969، بالنظر إلى لقبه الرفيع. يصف مُؤلَّفه حياة خرسطفورس الأحداث في زمن البطريرك نيقولا الثاني (1025-1030)، لذلك لابد أن إبراهيم عاش على الأقل حتى أواخر العشرينيات من القرن الماضي من القرن الحادي عشر.

## حياة خرسطفورس
حياة خرسطفورس هو العمل الوحيد الباقي من تأليف إبراهيم، كان في الأصل مؤلفًا باللغتين اليونانية والعربية، ولكن النسخة العربية فقط هي التي بقيت. من ناحية أخرى، يبدو أن الجزء الأكبر من عمل إبراهيم العلمي كان الترجمات العربية للنصوص اللاهوتية اليونانية. ومن المعروف أنه ترجم أعمالًا تضم:
1. عظات لباسيليوس القيصري
2. غريغوريوس النزينزي
3. غريغوريوس أسقف نيصص
4. يوحنا ذهبي الفم
5. جزء من الأسماء الإلهية لـ بيسودو داينوس أرغيسوتا
6. مديح للإنجيليين لوقا ويوحنا من سمعونه للمعاصر الميتافراست.[2][5]

ربما يكون قد شارك أيضًا في إدارة الجهود الإمبراطورية لترجمة الليتورجيا القسطنطينية إلى السريانية لاستخدامها في الكنيسة الأرثوذكسية اليونانية في أنطاكية، كما يتضح من الإشارة إلى «إبراهيم كاتب المَلِك» في مخطوطة سريانية ثلاثية التريوديون وُجدَت عام 1056، وهي محفوظة الآن في المكتبة البريطانية (BL Or. 8607). ومع ذلك، لا يوجد دليل على أن إبراهيم نفسه ترجم أي نصوص إلى السريانية.